# Sulco milo-hióideo
O Sulco Milo-hióideo é um sulco ou depressão encontrado na face interna da mandíbula. Sulco formado pela inserção do músculo milo-hióide.